# رایان رابرتس
رایان رابرتس (انگلیسی: Ryan Roberts؛ متولد ۱۶ ژوئیه ۱۹۷۸) مبارز حرفه‌ای سابق هنرهای رزمی ترکیبی اهل ایالات متحده آمریکا است. او در بخش‌های پروزن، سبک‌وزن و خروس‌وزن شرکت کرده است. او قهرمان سابق وزن پر VFC است و همچنین به خاطر حضور کوتاهش در بلاتور ام‌ام‌ای و یواف‌سی شناخته شده است. او یک بوکسور بدون دستکش است که در حال حاضر در رده سبک‌وزن در مسابقات قهرمانی مشت‌زنی بدون دستکش (بی‌کی‌اف‌سی) شرکت می‌کند.

## هنرهای رزمی ترکیبی
رابرتس فعالیت خود در رشته هنرهای رزمی ترکیبی را در سال ۲۰۰۶ آغاز کرد و نیک رایت رقیب خود را در اوایل دور اول مبارزه مجبور به تسلیم شدن کرد. این اولین پیروزی او بود. رابرتس در چهار مبارزه در دوران حرفه ای خود، با مبارز آینده ورلد اکسترم کیج‌فایتینگ و یواف‌سی، دونالد سرون، روبرو شد. رابرتس در راند اول با تکنیک جوجی گاتامه مجبور به تسلیم شد.
او به مبارزه با رقبای محلی در آیووا، کلرادو و نبراسکا ادامه داد و در اوایل سال ۲۰۰۸ با سازمان یواف‌سی قرارداد رقابت بست.

### یواف‌سی
رابرتز در تنها حضور خود در یواف‌سی، در ۲ آوریل ۲۰۰۸ در برابر مارکوس آئورلیو قرار گرفت. رابرتس پس از ۱۳ ثانیه از شروع مبارزه با جوجی گاتامه مجبور به تسلیم شد و پس از مدت کوتاهی از قرارداد با یواف‌سی خارج شد.

### پس از یواف‌سی
در ۲ آوریل ۲۰۱۰، رابرتس با کریس میکل روبرو شد. رابرتس موفق شد میکل را با کوبیدن بر روی زمین ناک‌اوت کند. او در دو مبارزه دیگر پیروز شد و بعد از آن با بلاتور ام‌ام‌ای قرارداد بست.

### بلاتور ام‌ام‌ای
رابرتز در مسابقه ۱۴ اکتبر ۲۰۱۰ بلاتور ام‌ام‌ای با اریک ماریوت روبرو شد. او در این مبارزه با تصمیم داوران شکست خورد.
او پس از یک رقابت بدون شکست به بلاتور ام‌ام‌ای بازگشت و در ۱۵ اکتبر ۲۰۱۱ د با زاک ماکوفسکی روبرو شد رابرتس در مبارزه با تکنیک نورد-ساود چوک (چوک از شمال-جنوب) شکست خورد و از قرارداد با بلاتور ام‌ام‌ای بیرون آمد.

### ویکتوری فایتینگ چمپیونشیپ
پس از بیرون آمدن رابرتس از بلاتور ام‌ام‌ای، او با موفقیت در ۱۵ دسامبر ۲۰۱۲، قهرمانی رده پروزن مسابقات ویکتوری فایتینگ چمپیونشیپ (وی‌اف‌سی) را در برابر حریفش جاش آروچو به دست آورد.
رابرتس در ۱۴ دسامبر ۲۰۱۳ در با ال‌سی دیویس مبارز کهنه‌کار رقابت‌های ورلد اکسترم کیج‌فایتینگ (دابلیوای‌سی) روبرو شد. رابرتس با تصمیم اکثر داوران پیروز مبارزه اعلام شد. سپس رابرتس در ۱۵ مارس ۲۰۱۴ در رقابتی با چیس بیبی روبرو شد، او با یک تصمیم تمامی داوران پیروز شد.
رابرتز در ۱۲ سپتامبر ۲۰۱۴ در رقابتی دیگر با جرمی اسپون روبرو شد. او در این مبارزه با تصمیم اکثر داوران پیروز اعلام شد و توانست سومین دفاع موفق خود از عنوان قهرمانی را به صورت پیاپی کسب کند. رابرتس در ۲۵ ژوئیه ۲۰۱۵ با رامیرو هرناندز کهنه‌کار رقابت‌های یواف‌سی روبرو شد و توانست با ناک اوت او در راند اول در این مبارزه پیروز شود.

## مشت‌زنی بدون دستکش
رابرتز اولین بازی بوکس بدون دستکش خود را در برابر خورخه گونزالس در ۱۰ سپتامبر ۲۰۲۱ انجام داد و در راند دوم با ناک اوت کردن حریف پیروز شد.
رابرتز در ۱۷ می ۲۰۲۴ در با بابی تیلور روبرو شد. او در این مبارزه با تصمیم تمامی داوران بازنده اعلام شد.